# رادامز سالازار
رادامز سالازار (جيوتبيك، 8 مارس 1974 - مكسيكو سيتي، 21 فبراير 2021) سياسي مكسيكي.

## السيرة الشخصية
شغل منصب عضو مجلس الشيوخ منذ عام 2018. وتوفي بسبب كوفيد 19 خلال الجائحة في المكسيك، قبل خمسة عشر يومًا من عيد ميلاده السابع والأربعين.